# Động vật chí Việt Nam
Động vật chí Việt Nam (Tiếng Anh: Fauna of Viet Nam) là bộ sách khoa học, chuyên ngành động vật của Viện hàn lâm Khoa học và Công nghệ Việt Nam. Các cuốn Động Vật chí Việt Nam từ tập 26 đến tập 31 đã được giải A giải thưởng sách quốc gia năm 2019.

## Giới thiệu
Từ năm 1996 Trung tâm Khoa học tự nhiên và công nghệ quốc gia (nay là Viện Khoa học và Công nghệ Việt Nam) lên đề án soạn thảo những bộ sách Động vật chí và Thực vật chí Việt Nam để làm tư liệu cho công việc nghiên cứu và bảo tồn sinh học ở Việt Nam. Đề án được giao cho Viện Sinh thái và Tài nguyên sinh vật chủ trì tổ chức thực hiện, có sự tham gia của các cán bộ khoa học thuộc các Viện nghiên cứu và các Trường Đại học trong cả nước.
Bộ sách tập hợp và giới thiệu các loài động vật đang tồn tại ở Việt Nam, được trình bày theo hệ thống phân loại họ, giống, loài, phân loài. Mỗi loài lại được cung cấp đầy đủ các thông tin về tên loài và danh pháp phân loại loài; đặc điểm phân loại; đặc tính sinh học – sinh thái; phân bố; giá trị sử dụng; mẫu vật nghiên cứu; và những nhận xét đánh giá v.v...
Đến năm 2019, đã có tổng cộng 31 tập Động vật chí Việt Nam và 21 tập Thực vật chí Việt Nam được phát hành. 

## Các tập
(Danh sách chưa đầy đủ)
- Động Vật Chí Việt Nam Tập 1-Tôm Biển
- Động Vật Chí Việt Nam Tập 2-Cá Biển
- Động Vật Chí Việt Nam Tập 5-Giáp Xác Nước Ngọt
- Động Vật Chí Việt Nam Tập 11-Bộ Ve Vét
- Động Vật Chí Việt Nam Tập 16-Họ Mò Đỏ